# Élections cantonales de 1992 dans le Nord
Les élections cantonales ont eu lieu les 22 et 29 mars 1992.
Lors de ces élections, 41 des 79 cantons du Nord ont été renouvelés. Elles ont vu l'élection de la majorité RPR dirigée par Jacques Donnay, remplaçant Bernard Derosier président socialiste du conseil général depuis 1985.

## Résultats à l’échelle du département
Répartition départementale des résultats (2e tour).
- PCF (13,52 %)
- PS (30,62 %)
- Majorité (0,85 %)
- GE (0,42 %)
- Verts (0,46 %)
- RPR (21,19 %)
- UDF (15,19 %)
- DVD (10,1 %)
- FN (7,64 %)

| Étiquette      | Étiquette                          | Premier tour | Premier tour | Second tour | Second tour | Sièges |
| Étiquette      | Étiquette                          | Voix         | %            | Voix        | %           | Sièges |
| -------------- | ---------------------------------- | ------------ | ------------ | ----------- | ----------- | ------ |
|                | Parti socialiste                   | 143 321      | 24,64        | 157 654     | 30,62       | 9      |
|                | Parti communiste français          | 81 405       | 14,00        | 69 616      | 13,52       | 6      |
|                | Majorité présidentielle            | 9 594        | 1,65         | 4 355       | 0,85        | 1      |
|                | Extrême gauche                     | 387          | 0,07         |             |             |        |
| Gauche         | Gauche                             | 234 707      | 40,36        | 231 625     | 44,99       | 16     |
|                |                                    |              |              |             |             |        |
|                | Front national                     | 84 168       | 14,47        | 39 360      | 7,64        | 0      |
|                | Rassemblement pour la République   | 75 927       | 13,05        | 109 123     | 21,19       | 14     |
|                | Union pour la démocratie française | 60 339       | 10,37        | 78 208      | 15,19       | 6      |
|                | Divers droite                      | 56 804       | 9,77         | 52 018      | 10,10       | 5      |
|                | Extrême droite                     | 603          | 0,10         |             |             |        |
| Droite         | Droite                             | 277 841      | 47,76        | 278 709     | 53,23       | 25     |
|                |                                    |              |              |             |             |        |
|                | Les Verts                          | 47 728       | 8,21         | 2 386       | 0,46        | 0      |
|                | Génération écologie                | 21 348       | 3,67         | 2 156       | 0,42        | 0      |
| Écologistes    | Écologistes                        | 69 076       | 11,88        | 4 542       | 0,88        | 0      |
|                |                                    |              |              |             |             |        |
| Inscrits       | Inscrits                           | 846 141      | 100,00       | 838 108     | 100,00      |        |
| Abstention     | Abstention                         | 237 934      | 28,12        | 286 920     | 34,23       |        |
| Votants        | Votants                            | 608 207      | 71,88        | 551 188     | 65,77       |        |
| Blancs et nuls | Blancs et nuls                     | 26 583       | 4,37         | 36 312      | 6,59        |        |
| Exprimés       | Exprimés                           | 581 624      | 95,63        | 514 876     | 93,41       |        |

## Résultats par canton

### Canton d'Arleux
| Candidats      | Candidats        | Étiquette      | Premier tour | Premier tour | Second tour | Second tour |
| Candidats      | Candidats        | Étiquette      | Voix         | %            | Voix        | %           |
| -------------- | ---------------- | -------------- | ------------ | ------------ | ----------- | ----------- |
|                | Émile Beauchamp* | PCF            | 3 628        | 37,17        | 4 853       | 52,39       |
|                | Patrick Masclet  | RPR            | 2 945        | 30,17        | 4 411       | 47,61       |
|                | Jean Savary      | PS             | 1 389        | 14,23        | Retrait     | Retrait     |
|                | Christophe Lely  | FN             | 932          | 9,55         |             |             |
|                | Bernard Coquelle | Verts          | 867          | 8,88         |             |             |
|                |                  |                |              |              |             |             |
| Inscrits       | Inscrits         | Inscrits       | 12 860       | 100,00       | 12 858      | 100,00      |
| Abstention     | Abstention       | Abstention     | 2 685        | 36,21        | 3 090       | 24,03       |
| Votants        | Votants          | Votants        | 10 175       | 79,12        | 9 768       | 75,97       |
| Blancs et nuls | Blancs et nuls   | Blancs et nuls | 414          | 4,07         | 504         | 5,16        |
| Exprimés       | Exprimés         | Exprimés       | 9 761        | 95,93        | 9 264       | 94,84       |

*sortant

### Canton d'Armentières
| Candidats      | Candidats           | Étiquette      | Premier tour | Premier tour | Second tour | Second tour |
| Candidats      | Candidats           | Étiquette      | Voix         | %            | Voix        | %           |
| -------------- | ------------------- | -------------- | ------------ | ------------ | ----------- | ----------- |
|                | Gérard Haesebroeck* | PS             | 9 017        | 37,53        | 11 654      | 53,96       |
|                | René Knockaert      | DVD            | 6 924        | 28,82        | 9 944       | 46,04       |
|                | Philippe Cannissie  | FN             | 3 027        | 12,60        |             |             |
|                | Pierre Demessine    | PCF            | 1 874        | 7,80         |             |             |
|                | Sylvie Buisine      | Verts          | 1 788        | 7,44         |             |             |
|                | Nicole Knecht       | GE             | 1 396        | 5,81         |             |             |
|                |                     |                |              |              |             |             |
| Inscrits       | Inscrits            | Inscrits       | 34 416       | 100,00       | 34 407      | 100,00      |
| Abstention     | Abstention          | Abstention     | 9 249        | 26,87        | 11 107      | 32,28       |
| Votants        | Votants             | Votants        | 25 167       | 73,13        | 23 300      | 67,72       |
| Blancs et nuls | Blancs et nuls      | Blancs et nuls | 1 141        | 4,53         | 1 702       | 7,30        |
| Exprimés       | Exprimés            | Exprimés       | 24 026       | 95,47        | 21 598      | 92,70       |

*sortant

### Canton d'Avesnes-sur-Helpe-Nord
| Candidats      | Candidats                   | Étiquette      | Premier tour | Premier tour | Second tour | Second tour |
| Candidats      | Candidats                   | Étiquette      | Voix         | %            | Voix        | %           |
| -------------- | --------------------------- | -------------- | ------------ | ------------ | ----------- | ----------- |
|                | Alain Poyart*               | RPR            | 1 725        | 38,82        | 2 433       | 61,04       |
|                | Paul Curtelin               | DVD            | 911          | 20,50        | 1 553       | 38,96       |
|                | Françoise Casail            | PS             | 595          | 13,39        |             |             |
|                | Maurice du Fay de Choisinet | FN             | 591          | 13,30        |             |             |
|                | Stéphane Roelandt           | Verts          | 326          | 7,34         |             |             |
|                | Alain Groisne               | PCF            | 242          | 5,45         |             |             |
|                | Claude Lobry                | DVD            | 54           | 1,22         |             |             |
|                |                             |                |              |              |             |             |
| Inscrits       | Inscrits                    | Inscrits       | 6 302        | 100,00       | 6 302       | 100,00      |
| Abstention     | Abstention                  | Abstention     | 1 653        | 26,23        | 1 979       | 31,40       |
| Votants        | Votants                     | Votants        | 4 649        | 73,77        | 4 323       | 68,60       |
| Blancs et nuls | Blancs et nuls              | Blancs et nuls | 205          | 4,41         | 337         | 7,80        |
| Exprimés       | Exprimés                    | Exprimés       | 4 444        | 95,59        | 3 986       | 92,20       |

*sortant

### Canton de Bailleul-Nord-Est
| Candidats      | Candidats            | Étiquette      | Premier tour | Premier tour | Second tour | Second tour |
| Candidats      | Candidats            | Étiquette      | Voix         | %            | Voix        | %           |
| -------------- | -------------------- | -------------- | ------------ | ------------ | ----------- | ----------- |
|                | Michel Grasset*      | UDF            | 4 238        | 48,86        | 4 837       | 62,08       |
|                | Michel Vandevoorde   | PS             | 2 507        | 28,91        | 2 954       | 37,92       |
|                | Marie-Cécile Loridan | Verts          | 940          | 10,84        |             |             |
|                | Didier Debaecker     | FN             | 709          | 8,17         |             |             |
|                | Sylvie Verdin        | PCF            | 279          | 3,22         |             |             |
|                |                      |                |              |              |             |             |
| Inscrits       | Inscrits             | Inscrits       | 11 722       | 100,00       | 11 722      | 100,00      |
| Abstention     | Abstention           | Abstention     | 2 651        | 22,62        | 3 414       | 29,12       |
| Votants        | Votants              | Votants        | 9 071        | 77,38        | 8 308       | 70,88       |
| Blancs et nuls | Blancs et nuls       | Blancs et nuls | 398          | 4,39         | 517         | 6,22        |
| Exprimés       | Exprimés             | Exprimés       | 8 673        | 95,61        | 7 791       | 93,78       |

*sortant

### Canton de Bergues
| Candidats      | Candidats             | Étiquette      | Premier tour | Premier tour | Second tour | Second tour |
| Candidats      | Candidats             | Étiquette      | Voix         | %            | Voix        | %           |
| -------------- | --------------------- | -------------- | ------------ | ------------ | ----------- | ----------- |
|                | Roger Drapie*         | DVD            | 3 579        | 37,57        | 4 802       | 54,81       |
|                | Claude Cornelis       | PS             | 2 628        | 27,59        | 3 959       | 45,19       |
|                | Bernard Liefooghe     | DVD            | 1 382        | 14,51        | Retrait     | Retrait     |
|                | Christophe Desreumaux | Verts          | 977          | 10,26        |             |             |
|                | Vincent Dobbelaere    | FN             | 698          | 7,33         |             |             |
|                | Henri Rouls           | PCF            | 261          | 2,74         |             |             |
|                |                       |                |              |              |             |             |
| Inscrits       | Inscrits              | Inscrits       | 12 306       | 100,00       | 12 306      | 100,00      |
| Abstention     | Abstention            | Abstention     | 2 316        | 18,82        | 2 839       | 23,07       |
| Votants        | Votants               | Votants        | 9 990        | 81,18        | 9 467       | 76,93       |
| Blancs et nuls | Blancs et nuls        | Blancs et nuls | 465          | 4,65         | 706         | 7,46        |
| Exprimés       | Exprimés              | Exprimés       | 9 525        | 95,35        | 8 761       | 92,54       |

*sortant

### Canton de Bouchain
| Candidats      | Candidats       | Étiquette      | Premier tour | Premier tour | Second tour | Second tour |
| Candidats      | Candidats       | Étiquette      | Voix         | %            | Voix        | %           |
| -------------- | --------------- | -------------- | ------------ | ------------ | ----------- | ----------- |
|                | Jean Dhollande* | PCF            | 4 568        | 34,37        | 6 527       | 58,53       |
|                | Marc Montuelle  | PS             | 2 916        | 21,94        | Retrait     | Retrait     |
|                | Bernard Trioux  | UDF            | 2 220        | 16,70        | 4 625       | 41,47       |
|                | Serge Thomes    | FN             | 1 652        | 12,43        |             |             |
|                | Thérèse Le Goff | Verts          | 1 362        | 10,25        |             |             |
|                | César Dumortier | DVD            | 572          | 4,30         |             |             |
|                |                 |                |              |              |             |             |
| Inscrits       | Inscrits        | Inscrits       | 18 794       | 100,00       | 18 794      | 100,00      |
| Abstention     | Abstention      | Abstention     | 4 841        | 25,76        | 6 398       | 34,04       |
| Votants        | Votants         | Votants        | 13 953       | 74,24        | 12 396      | 65,96       |
| Blancs et nuls | Blancs et nuls  | Blancs et nuls | 663          | 4,75         | 1 244       | 10,04       |
| Exprimés       | Exprimés        | Exprimés       | 13 290       | 95,25        | 11 152      | 89,96       |

*sortant

### Canton de Cambrai-Est
| Candidats      | Candidats           | Étiquette      | Premier tour | Premier tour | Second tour | Second tour |
| Candidats      | Candidats           | Étiquette      | Voix         | %            | Voix        | %           |
| -------------- | ------------------- | -------------- | ------------ | ------------ | ----------- | ----------- |
|                | Claude Pringalle*   | RPR            | 4 141        | 36,25        | 6 375       | 62,31       |
|                | Édouard Tricquet    | PCF            | 2 058        | 18,01        | 3 856       | 37,69       |
|                | Guy Valez           | PS             | 1 860        | 16,28        | Retrait     | Retrait     |
|                | Paul Lamoitier      | FN             | 1 345        | 11,77        |             |             |
|                | Jean-Denis Dancourt | DVD            | 865          | 7,57         |             |             |
|                | Annie Marilly       | GE             | 725          | 6,35         |             |             |
|                | Guy Patin           | Verts          | 430          | 3,76         |             |             |
|                |                     |                |              |              |             |             |
| Inscrits       | Inscrits            | Inscrits       | 16 366       | 100,00       | 16 352      | 100,00      |
| Abstention     | Abstention          | Abstention     | 4 398        | 26,87        | 5 203       | 31,82       |
| Votants        | Votants             | Votants        | 11 968       | 73,13        | 11 149      | 68,18       |
| Blancs et nuls | Blancs et nuls      | Blancs et nuls | 544          | 4,55         | 918         | 8,23        |
| Exprimés       | Exprimés            | Exprimés       | 11 424       | 95,45        | 10 231      | 91,77       |

*sortant

### Canton de Carnières
| Candidats      | Candidats          | Étiquette      | Premier tour | Premier tour | Second tour | Second tour |
| Candidats      | Candidats          | Étiquette      | Voix         | %            | Voix        | %           |
| -------------- | ------------------ | -------------- | ------------ | ------------ | ----------- | ----------- |
|                | Jean-Marie Lemaire | DVD            | 3 714        | 33,89        | 5 671       | 54,34       |
|                | Gérard Devaux      | PS             | 3 149        | 28,73        | 4 765       | 45,66       |
|                | Daniel Marcaille   | PCF            | 2 488        | 22,70        | Retrait     | Retrait     |
|                | Jacques Disdier    | FN             | 984          | 8,98         |             |             |
|                | René Penet         | Verts          | 625          | 5,70         |             |             |
|                |                    |                |              |              |             |             |
| Inscrits       | Inscrits           | Inscrits       | 14 454       | 100,00       | 14 453      | 100,00      |
| Abstention     | Abstention         | Abstention     | 2 784        | 19,26        | 3 085       | 21,35       |
| Votants        | Votants            | Votants        | 11 670       | 80,74        | 11 368      | 78,65       |
| Blancs et nuls | Blancs et nuls     | Blancs et nuls | 710          | 6,08         | 932         | 8,20        |
| Exprimés       | Exprimés           | Exprimés       | 10 960       | 93,92        | 10 436      | 91,80       |

### Canton de Cassel
| Candidats      | Candidats             | Étiquette      | Premier tour | Premier tour | Second tour | Second tour |
| Candidats      | Candidats             | Étiquette      | Voix         | %            | Voix        | %           |
| -------------- | --------------------- | -------------- | ------------ | ------------ | ----------- | ----------- |
|                | Edouard Lecerf        | UDF            | 1 905        | 36,00        | 2 834       | 55,41       |
|                | Jean-Raynier Cattoire | PS             | 1 359        | 25,69        | 2 281       | 44,59       |
|                | Jean-Pierre Varlet    | PS             | 952          | 17,99        | Retrait     | Retrait     |
|                | Irène Minet           | GE             | 241          | 4,55         |             |             |
|                | André Fin             | FN             | 238          | 4,50         |             |             |
|                | Francois Lefebvre     | Verts          | 217          | 4,10         |             |             |
|                | Jean-Claude Rameaux   | DVD            | 163          | 3,08         |             |             |
|                | Michel Leschave       | PCF            | 148          | 2,80         |             |             |
|                | Jean-Francois Koch    | PS             | 68           | 1,29         |             |             |
|                |                       |                |              |              |             |             |
| Inscrits       | Inscrits              | Inscrits       | 6 440        | 100,00       | 6 439       | 100,00      |
| Abstention     | Abstention            | Abstention     | 856          | 13,29        | 941         | 14,61       |
| Votants        | Votants               | Votants        | 5 584        | 86,71        | 5 498       | 85,39       |
| Blancs et nuls | Blancs et nuls        | Blancs et nuls | 293          | 5,25         | 383         | 6,97        |
| Exprimés       | Exprimés              | Exprimés       | 5 291        | 94,75        | 5 115       | 93,03       |

### Canton du Cateau-Cambrésis
| Candidats      | Candidats        | Étiquette      | Premier tour | Premier tour | Second tour | Second tour |
| Candidats      | Candidats        | Étiquette      | Voix         | %            | Voix        | %           |
| -------------- | ---------------- | -------------- | ------------ | ------------ | ----------- | ----------- |
|                | René Ledieu      | RPR            | 3 363        | 35,70        | 5 048       | 53,05       |
|                | Roland Grimaldi* | PS             | 3 216        | 34,14        | 4 467       | 46,95       |
|                | André Couillet   | FN             | 1 101        | 11,69        |             |             |
|                | Jean Havrez      | PCF            | 1 036        | 11,00        |             |             |
|                | Gérard Fontaine  | GE             | 369          | 3,92         |             |             |
|                | Bernard Soudans  | Verts          | 336          | 3,57         |             |             |
|                |                  |                |              |              |             |             |
| Inscrits       | Inscrits         | Inscrits       | 12 887       | 100,00       | 12 886      | 100,00      |
| Abstention     | Abstention       | Abstention     | 2 818        | 21,87        | 2 808       | 21,79       |
| Votants        | Votants          | Votants        | 10 069       | 78,13        | 10 078      | 78,21       |
| Blancs et nuls | Blancs et nuls   | Blancs et nuls | 648          | 6,44         | 563         | 5,59        |
| Exprimés       | Exprimés         | Exprimés       | 9 421        | 93,56        | 9 515       | 94,41       |

*sortant

### Canton de Condé-sur-l'Escaut
| Candidats      | Candidats              | Étiquette      | Premier tour | Premier tour | Second tour | Second tour |
| Candidats      | Candidats              | Étiquette      | Voix         | %            | Voix        | %           |
| -------------- | ---------------------- | -------------- | ------------ | ------------ | ----------- | ----------- |
|                | Jacques Schneider      | RPR            | 4 976        | 24,66        | 8 431       | 44,75       |
|                | Pierre Lemoine         | PCF            | 5 001        | 24,79        | 7 610       | 40,39       |
|                | Francis Berkmans       | PS             | 3 654        | 18,11        | Retrait     | Retrait     |
|                | Dominique Slabolepszy  | FN             | 3 130        | 15,51        | 2 799       | 14,86       |
|                | Jacques Dassonville    | Verts          | 1 438        | 7,13         |             |             |
|                | Jean-Claude Prud'Homme | DVD            | 1 136        | 5,63         |             |             |
|                | Annia Ozimek           | GE             | 842          | 4,17         |             |             |
|                |                        |                |              |              |             |             |
| Inscrits       | Inscrits               | Inscrits       | 29 784       | 100,00       | 29 784      | 100,00      |
| Abstention     | Abstention             | Abstention     | 8 672        | 29,12        | 9 878       | 33,17       |
| Votants        | Votants                | Votants        | 21 112       | 70,88        | 19 906      | 66,83       |
| Blancs et nuls | Blancs et nuls         | Blancs et nuls | 935          | 4,43         | 1 066       | 5,36        |
| Exprimés       | Exprimés               | Exprimés       | 20 177       | 95,57        | 18 840      | 94,64       |

### Canton de Coudekerque-Branche
| Candidats      | Candidats         | Étiquette      | Premier tour | Premier tour | Second tour | Second tour |
| Candidats      | Candidats         | Étiquette      | Voix         | %            | Voix        | %           |
| -------------- | ----------------- | -------------- | ------------ | ------------ | ----------- | ----------- |
|                | Emmanuel Dewees*  | RPR            | 7 791        | 34,23        | 11 495      | 57,52       |
|                | Jean Miaux        | PS             | 6 053        | 26,59        | 8 488       | 42,48       |
|                | Bertrand Meurisse | FN             | 2 876        | 12,63        |             |             |
|                | Marcel Lefevre    | Verts          | 1 949        | 8,56         |             |             |
|                | José Kiecken      | PCF            | 1 723        | 7,57         |             |             |
|                | Gérard Ruyssen    | GE             | 1 640        | 7,20         |             |             |
|                | Christophe David  | DVD            | 731          | 3,21         |             |             |
|                |                   |                |              |              |             |             |
| Inscrits       | Inscrits          | Inscrits       | 33 612       | 100,00       | 33 614      | 100,00      |
| Abstention     | Abstention        | Abstention     | 9 624        | 28,63        | 11 826      | 35,18       |
| Votants        | Votants           | Votants        | 23 988       | 71,37        | 21 788      | 64,82       |
| Blancs et nuls | Blancs et nuls    | Blancs et nuls | 1 225        | 5,11         | 1 805       | 8,28        |
| Exprimés       | Exprimés          | Exprimés       | 22 763       | 94,89        | 19 983      | 91,72       |

*sortant

### Canton de Cysoing
| Candidats      | Candidats             | Étiquette      | Premier tour | Premier tour | Second tour | Second tour |
| Candidats      | Candidats             | Étiquette      | Voix         | %            | Voix        | %           |
| -------------- | --------------------- | -------------- | ------------ | ------------ | ----------- | ----------- |
|                | Robert Vandelanoitte* | DVD            | 5 684        | 44,87        | 7 486       | 69,77       |
|                | Josette Sagot         | PS             | 2 035        | 16,06        | 3 244       | 30,23       |
|                | Annie Ducorney        | FN             | 1 590        | 12,55        |             |             |
|                | Maryse Faber Rossi    | Verts          | 1 374        | 10,85        |             |             |
|                | Jacques Roillet       | PCF            | 1 043        | 8,23         |             |             |
|                | Jean-Noël Petit       | PS             | 942          | 7,44         |             |             |
|                |                       |                |              |              |             |             |
| Inscrits       | Inscrits              | Inscrits       | 17 235       | 100,00       | 17 236      | 100,00      |
| Abstention     | Abstention            | Abstention     | 4 047        | 23,48        | 5 624       | 32,63       |
| Votants        | Votants               | Votants        | 13 188       | 76,52        | 11 612      | 67,37       |
| Blancs et nuls | Blancs et nuls        | Blancs et nuls | 520          | 3,94         | 882         | 7,60        |
| Exprimés       | Exprimés              | Exprimés       | 12 668       | 96,06        | 10 730      | 92,40       |

*sortant

### Canton de Douai-Nord-Est
| Candidats      | Candidats           | Étiquette      | Premier tour | Premier tour | Second tour | Second tour |
| Candidats      | Candidats           | Étiquette      | Voix         | %            | Voix        | %           |
| -------------- | ------------------- | -------------- | ------------ | ------------ | ----------- | ----------- |
|                | Aldebert Valette*   | PCF            | 5 264        | 36,45        | 7 405       | 56,95       |
|                | Stéphane Coppik     | DVD            | 3 479        | 24,09        | 5 597       | 43,05       |
|                | Lionel Courdavault  | PS             | 2 892        | 20,03        | Retrait     | Retrait     |
|                | Claude Salerno      | FN             | 1 668        | 11,55        |             |             |
|                | Alexandre Pirierros | Verts          | 1 137        | 7,87         |             |             |
|                |                     |                |              |              |             |             |
| Inscrits       | Inscrits            | Inscrits       | 21 286       | 100,00       | 21 286      | 100,00      |
| Abstention     | Abstention          | Abstention     | 6 276        | 29,48        | 7 433       | 34,92       |
| Votants        | Votants             | Votants        | 15 010       | 70,52        | 13 853      | 65,08       |
| Blancs et nuls | Blancs et nuls      | Blancs et nuls | 570          | 3,80         | 851         | 6,14        |
| Exprimés       | Exprimés            | Exprimés       | 14 440       | 96,20        | 13 002      | 93,86       |

*sortant

### Canton de Douai-Sud-Ouest
| Candidats      | Candidats        | Étiquette      | Premier tour | Premier tour | Second tour | Second tour |
| Candidats      | Candidats        | Étiquette      | Voix         | %            | Voix        | %           |
| -------------- | ---------------- | -------------- | ------------ | ------------ | ----------- | ----------- |
|                | Etienne Maillard | RPR            | 4 819        | 33,57        | 7 234       | 58,46       |
|                | Jean Lenne       | PS             | 3 160        | 22,01        | 5 141       | 41,54       |
|                | Daniele Sorriaux | FN             | 2 010        | 14,00        |             |             |
|                | Victor Sion      | Verts          | 1 747        | 12,17        |             |             |
|                | Jacques Michon   | PCF            | 1 351        | 9,41         |             |             |
|                | Claude Geisse    | PS             | 1 269        | 8,84         |             |             |
|                |                  |                |              |              |             |             |
| Inscrits       | Inscrits         | Inscrits       | 22 250       | 100,00       | 22 220      | 100,00      |
| Abstention     | Abstention       | Abstention     | 7 257        | 32,62        | 8 741       | 39,34       |
| Votants        | Votants          | Votants        | 14 993       | 67,38        | 13 479      | 60,66       |
| Blancs et nuls | Blancs et nuls   | Blancs et nuls | 637          | 4,25         | 1 104       | 8,19        |
| Exprimés       | Exprimés         | Exprimés       | 14 356       | 95,75        | 12 375      | 91,81       |

### Canton de Douai-Sud
| Candidats      | Candidats              | Étiquette      | Premier tour | Premier tour | Second tour | Second tour |
| Candidats      | Candidats              | Étiquette      | Voix         | %            | Voix        | %           |
| -------------- | ---------------------- | -------------- | ------------ | ------------ | ----------- | ----------- |
|                | Pierre Lefebvre*       | PCF            | 6 884        | 30,74        | 10 401      | 53,45       |
|                | André Parent           | UDF            | 5 307        | 23,70        | 9 058       | 46,55       |
|                | Jeannine Marquaille    | PS             | 4 693        | 20,95        | Retrait     | Retrait     |
|                | Annie Duchossoy        | Verts          | 3 094        | 13,81        |             |             |
|                | Emile Messager         | FN             | 2 418        | 10,80        |             |             |
|                | Jean-Claude Prud'Homme | DVD            | 0            | 0,00         |             |             |
|                |                        |                |              |              |             |             |
| Inscrits       | Inscrits               | Inscrits       | 33 640       | 100,00       | 33 640      | 100,00      |
| Abstention     | Abstention             | Abstention     | 9 870        | 29,34        | 12 370      | 36,77       |
| Votants        | Votants                | Votants        | 23 770       | 70,66        | 21 270      | 63,23       |
| Blancs et nuls | Blancs et nuls         | Blancs et nuls | 1 374        | 5,78         | 1 811       | 8,51        |
| Exprimés       | Exprimés               | Exprimés       | 22 396       | 94,22        | 19 459      | 91,49       |

*sortant

### Canton de Dunkerque-Est
| Candidats      | Candidats          | Étiquette      | Premier tour | Premier tour | Second tour | Second tour |
| Candidats      | Candidats          | Étiquette      | Voix         | %            | Voix        | %           |
| -------------- | ------------------ | -------------- | ------------ | ------------ | ----------- | ----------- |
|                | Claude Prouvoyeur* | DVD            | 5 405        | 29,57        | 9 039       | 56,24       |
|                | Claude Marteel     | PS             | 4 531        | 24,79        | 7 034       | 43,76       |
|                | Franck Dhersin     | DVD            | 2 789        | 15,26        | Retrait     | Retrait     |
|                | Philippe Eymery    | FN             | 1 900        | 10,39        |             |             |
|                | Bernard Weisbecker | Verts          | 1 351        | 7,39         |             |             |
|                | Francois Romano    | GE             | 1 004        | 5,49         |             |             |
|                | Claude Tange       | PCF            | 916          | 5,01         |             |             |
|                | Robert Lenoir      | DVD            | 383          | 2,10         |             |             |
|                |                    |                |              |              |             |             |
| Inscrits       | Inscrits           | Inscrits       | 26 864       | 100,00       | 26 864      | 100,00      |
| Abstention     | Abstention         | Abstention     | 7 888        | 29,36        | 9 484       | 35,30       |
| Votants        | Votants            | Votants        | 18 976       | 70,64        | 17 380      | 64,70       |
| Blancs et nuls | Blancs et nuls     | Blancs et nuls | 697          | 3,67         | 1 307       | 7,52        |
| Exprimés       | Exprimés           | Exprimés       | 18 279       | 96,33        | 16 073      | 92,48       |

*sortant

### Canton de Grande-Synthe
| Candidats      | Candidats             | Étiquette      | Premier tour | Premier tour | Second tour | Second tour |
| Candidats      | Candidats             | Étiquette      | Voix         | %            | Voix        | %           |
| -------------- | --------------------- | -------------- | ------------ | ------------ | ----------- | ----------- |
|                | Jean-Pierre Declercq* | PS             | 3 512        | 24,62        | 6 962       | 60,45       |
|                | Patrick Lorant        | FN             | 2 189        | 15,34        | 4 555       | 39,55       |
|                | René Ovion            | PS             | 1 496        | 10,49        |             |             |
|                | Jean-Bernard Jomier   | UDF            | 1 485        | 10,41        |             |             |
|                | Didier Liennart       | PCF            | 1 330        | 9,32         |             |             |
|                | Jean-Philippe Carton  | Verts          | 1 292        | 9,06         |             |             |
|                | Roger Rebout          | DVD            | 1 247        | 8,74         |             |             |
|                | David Allentin        | GE             | 1 049        | 7,35         |             |             |
|                | Andre Herin           | EXD            | 494          | 3,46         |             |             |
|                | Roger Lallouette      | EXG            | 172          | 1,21         |             |             |
|                |                       |                |              |              |             |             |
| Inscrits       | Inscrits              | Inscrits       | 21 605       | 100,00       | 21 606      | 100,00      |
| Abstention     | Abstention            | Abstention     | 6 594        | 30,52        | 8 363       | 38,71       |
| Votants        | Votants               | Votants        | 15 011       | 69,48        | 13 243      | 61,29       |
| Blancs et nuls | Blancs et nuls        | Blancs et nuls | 745          | 4,96         | 1 726       | 13,03       |
| Exprimés       | Exprimés              | Exprimés       | 14 266       | 95,04        | 11 517      | 86,97       |

*sortant

### Canton de Gravelines
| Candidats      | Candidats       | Étiquette      | Premier tour | Premier tour | Second tour | Second tour |
| Candidats      | Candidats       | Étiquette      | Voix         | %            | Voix        | %           |
| -------------- | --------------- | -------------- | ------------ | ------------ | ----------- | ----------- |
|                | Yves Dubois     | PS             | 2 954        | 23,15        | 3 716       | 30,83       |
|                | Régis Fauchoit* | PS             | 2 671        | 20,93        | 4 355       | 36,13       |
|                | Daniel Gillio   | RPR            | 2 253        | 17,65        | 3 984       | 33,05       |
|                | Léon Panier     | PS             | 1 130        | 8,85         |             |             |
|                | Jean Soete      | FN             | 893          | 7,00         |             |             |
|                | Daniel Halloo   | Verts          | 892          | 6,99         |             |             |
|                | Michel Canoen   | DVD            | 824          | 6,46         |             |             |
|                | Bernard Weyrich | GE             | 584          | 4,58         |             |             |
|                | Gérard Miroux   | PCF            | 561          | 4,40         |             |             |
|                |                 |                |              |              |             |             |
| Inscrits       | Inscrits        | Inscrits       | 17 397       | 100,00       | 17 397      | 100,00      |
| Abstention     | Abstention      | Abstention     | 3 944        | 22,67        | 4 629       | 26,61       |
| Votants        | Votants         | Votants        | 13 453       | 77,33        | 12 768      | 73,39       |
| Blancs et nuls | Blancs et nuls  | Blancs et nuls | 691          | 5,14         | 713         | 5,58        |
| Exprimés       | Exprimés        | Exprimés       | 12 762       | 94,86        | 12 055      | 94,42       |

*sortant

### Canton d'Hazebrouck-Nord
| Candidats      | Candidats             | Étiquette      | Premier tour | Premier tour | Second tour | Second tour |
| Candidats      | Candidats             | Étiquette      | Voix         | %            | Voix        | %           |
| -------------- | --------------------- | -------------- | ------------ | ------------ | ----------- | ----------- |
|                | Marie-Fanny Gournay*  | RPR            | 4 614        | 41,51        | 5 330       | 50,54       |
|                | Jean-Pierre Allossery | PS             | 2 632        | 23,68        | 3 061       | 29,02       |
|                | Bruno Hennequin       | GE             | 1 622        | 14,59        | 2 156       | 20,44       |
|                | Guy Benault           | FN             | 1 028        | 9,25         |             |             |
|                | Michel Tirmont        | Verts          | 636          | 5,72         |             |             |
|                | Jean-Paul Beck        | PCF            | 584          | 5,25         |             |             |
|                |                       |                |              |              |             |             |
| Inscrits       | Inscrits              | Inscrits       | 15 387       | 100,00       | 15 387      | 100,00      |
| Abstention     | Abstention            | Abstention     | 3 467        | 22,53        | 4 310       | 28,01       |
| Votants        | Votants               | Votants        | 11 920       | 77,47        | 11 077      | 71,99       |
| Blancs et nuls | Blancs et nuls        | Blancs et nuls | 804          | 6,74         | 530         | 4,78        |
| Exprimés       | Exprimés              | Exprimés       | 11 116       | 93,26        | 10 547      | 95,22       |

*sortant

### Canton de Landrecies
| Candidats      | Candidats          | Étiquette      | Premier tour | Premier tour | Second tour | Second tour |
| Candidats      | Candidats          | Étiquette      | Voix         | %            | Voix        | %           |
| -------------- | ------------------ | -------------- | ------------ | ------------ | ----------- | ----------- |
|                | André Ducarne      | RPR            | 2 623        | 42,63        | 3 490       | 57,05       |
|                | Jean Veber         | PS             | 1 833        | 29,79        | 2 627       | 42,95       |
|                | Michel Locoche     | FN             | 697          | 11,33        |             |             |
|                | Jean-Claude Ferrar | PCF            | 528          | 8,58         |             |             |
|                | Patrick Duquesne   | GE             | 245          | 3,98         |             |             |
|                | Bernard Charette   | Verts          | 227          | 3,69         |             |             |
|                |                    |                |              |              |             |             |
| Inscrits       | Inscrits           | Inscrits       | 8 056        | 100,00       | 8 056       | 100,00      |
| Abstention     | Abstention         | Abstention     | 1 557        | 19,33        | 1 604       | 19,91       |
| Votants        | Votants            | Votants        | 6 499        | 80,67        | 6 452       | 80,09       |
| Blancs et nuls | Blancs et nuls     | Blancs et nuls | 346          | 5,32         | 335         | 5,19        |
| Exprimés       | Exprimés           | Exprimés       | 6 153        | 94,68        | 6 117       | 94,81       |

### Canton de Lannoy
| Candidats      | Candidats                 | Étiquette      | Premier tour | Premier tour | Second tour | Second tour |
| Candidats      | Candidats                 | Étiquette      | Voix         | %            | Voix        | %           |
| -------------- | ------------------------- | -------------- | ------------ | ------------ | ----------- | ----------- |
|                | Marie-Marguerite Massart* | UDF            | 10 490       | 35,54        | 12 807      | 46,90       |
|                | Paul Deffontaine          | PS             | 6 494        | 22,00        | 9 457       | 34,63       |
|                | Pascal Gannat             | FN             | 5 532        | 18,74        | 5 044       | 18,47       |
|                | Jean-Jacques Lemaire      | GE             | 2 072        | 7,02         |             |             |
|                | Pierre Housez             | Verts          | 2 049        | 6,94         |             |             |
|                | Jean-Claude Cauterman     | PCF            | 1 815        | 6,15         |             |             |
|                | Jean-Claude Prud'Homme    | DVD            | 1 064        | 3,60         |             |             |
|                |                           |                |              |              |             |             |
| Inscrits       | Inscrits                  | Inscrits       | 41 646       | 100,00       | 41 645      | 100,00      |
| Abstention     | Abstention                | Abstention     | 10 757       | 25,83        | 13 111      | 31,48       |
| Votants        | Votants                   | Votants        | 30 889       | 74,17        | 28 534      | 68,52       |
| Blancs et nuls | Blancs et nuls            | Blancs et nuls | 1 373        | 4,44         | 1 226       | 4,30        |
| Exprimés       | Exprimés                  | Exprimés       | 29 516       | 95,56        | 27 308      | 95,70       |

*sortant

### Canton de Lille-Est
| Candidats      | Candidats             | Étiquette      | Premier tour | Premier tour | Second tour | Second tour |
| Candidats      | Candidats             | Étiquette      | Voix         | %            | Voix        | %           |
| -------------- | --------------------- | -------------- | ------------ | ------------ | ----------- | ----------- |
|                | Bernard Derosier*     | PS             | 3 752        | 33,37        | 5 807       | 65,54       |
|                | Valérie Pouilly       | FN             | 1 820        | 16,19        | 3 053       | 34,46       |
|                | Thierry Pauchet       | UDF            | 1 796        | 15,98        |             |             |
|                | Jean-Raymond de Greve | PCF            | 1 334        | 11,87        |             |             |
|                | Pascal Dubois         | GE             | 895          | 7,96         |             |             |
|                | Florence Lecocq       | Verts          | 825          | 7,34         |             |             |
|                | René Lauriol          | DVD            | 711          | 6,32         |             |             |
|                | Pierre-Yves Pira      | EXD            | 109          | 0,97         |             |             |
|                |                       |                |              |              |             |             |
| Inscrits       | Inscrits              | Inscrits       | 18 499       | 100,00       | 18 499      | 100,00      |
| Abstention     | Abstention            | Abstention     | 6 831        | 36,93        | 8 319       | 44,97       |
| Votants        | Votants               | Votants        | 11 668       | 63,07        | 10 180      | 55,03       |
| Blancs et nuls | Blancs et nuls        | Blancs et nuls | 426          | 3,65         | 1 320       | 12,97       |
| Exprimés       | Exprimés              | Exprimés       | 11 242       | 96,35        | 8 860       | 87,03       |

*sortant

### Canton de Lille-Nord-Est
| Candidats      | Candidats             | Étiquette      | Premier tour | Premier tour | Second tour | Second tour |
| Candidats      | Candidats             | Étiquette      | Voix         | %            | Voix        | %           |
| -------------- | --------------------- | -------------- | ------------ | ------------ | ----------- | ----------- |
|                | Francis Peltier*      | UDF            | 5 243        | 29,91        | 6 994       | 45,87       |
|                | Jean-Louis Fremaux    | PS             | 3 878        | 22,13        | 5 742       | 37,66       |
|                | Rémi Castermans       | FN             | 2 946        | 16,81        | 2 511       | 16,47       |
|                | Philippe Armand       | GE             | 1 615        | 9,21         |             |             |
|                | Sylviane Delacroix    | PCF            | 1 452        | 8,28         |             |             |
|                | Karine Vanwynendaele  | Verts          | 1 354        | 7,73         |             |             |
|                | Ariane Stefani Depret | DVD            | 975          | 5,56         |             |             |
|                | Marc Copin            | DVD            | 64           | 0,37         |             |             |
|                |                       |                |              |              |             |             |
| Inscrits       | Inscrits              | Inscrits       | 28 283       | 100,00       | 28 698      | 100,00      |
| Abstention     | Abstention            | Abstention     | 9 996        | 35,34        | 12 561      | 43,77       |
| Votants        | Votants               | Votants        | 18 287       | 64,66        | 16 137      | 56,23       |
| Blancs et nuls | Blancs et nuls        | Blancs et nuls | 760          | 4,16         | 890         | 5,52        |
| Exprimés       | Exprimés              | Exprimés       | 17 527       | 95,84        | 15 247      | 94,48       |

*sortant

### Canton de Lille-Sud-Est
| Candidats      | Candidats         | Étiquette      | Premier tour | Premier tour | Second tour | Second tour |
| Candidats      | Candidats         | Étiquette      | Voix         | %            | Voix        | %           |
| -------------- | ----------------- | -------------- | ------------ | ------------ | ----------- | ----------- |
|                | Michel Laignel*   | PS             | 7 128        | 36,98        | 9 041       | 54,83       |
|                | Nicolas Lebas     | UDF            | 3 742        | 19,41        | 7 447       | 45,17       |
|                | Eric Tillie       | FN             | 2 702        | 14,02        |             |             |
|                | Joël Duval        | GE             | 1 485        | 7,70         |             |             |
|                | Claude Lompech    | Verts          | 1 300        | 6,74         |             |             |
|                | Eric Corbeaux     | PCF            | 1 242        | 6,44         |             |             |
|                | Bruno Chauvierre  | DVD            | 796          | 4,13         |             |             |
|                | Désiré Vanbrabant | DVD            | 665          | 3,45         |             |             |
|                | Michel Mercier    | EXG            | 215          | 1,12         |             |             |
|                |                   |                |              |              |             |             |
| Inscrits       | Inscrits          | Inscrits       | 30 141       | 100,00       | 30 141      | 100,00      |
| Abstention     | Abstention        | Abstention     | 10 205       | 33,86        | 12 394      | 41,12       |
| Votants        | Votants           | Votants        | 19 936       | 66,14        | 17 747      | 58,88       |
| Blancs et nuls | Blancs et nuls    | Blancs et nuls | 661          | 3,32         | 1 259       | 7,09        |
| Exprimés       | Exprimés          | Exprimés       | 19 275       | 96,68        | 16 488      | 92,91       |

*sortant

### Canton de Lille-Sud-Ouest
| Candidats      | Candidats          | Étiquette      | Premier tour | Premier tour | Second tour | Second tour |
| Candidats      | Candidats          | Étiquette      | Voix         | %            | Voix        | %           |
| -------------- | ------------------ | -------------- | ------------ | ------------ | ----------- | ----------- |
|                | Colette Codaccioni | RPR            | 3 992        | 33,04        | 5 792       | 57,53       |
|                | Pierre Bertrand    | PS             | 3 244        | 26,85        | 4 276       | 42,47       |
|                | Eliane Coolzaet    | FN             | 1 731        | 14,33        |             |             |
|                | Daniel Rougerie    | Verts          | 1 290        | 10,68        |             |             |
|                | Hervé Deperne      | PS             | 1 066        | 8,82         |             |             |
|                | Philippe Carlier   | PCF            | 759          | 6,28         |             |             |
|                |                    |                |              |              |             |             |
| Inscrits       | Inscrits           | Inscrits       | 20 697       | 100,00       | 20 697      | 100,00      |
| Abstention     | Abstention         | Abstention     | 8 215        | 39,69        | 9 982       | 48,23       |
| Votants        | Votants            | Votants        | 12 482       | 60,31        | 10 715      | 51,77       |
| Blancs et nuls | Blancs et nuls     | Blancs et nuls | 400          | 3,20         | 647         | 6,04        |
| Exprimés       | Exprimés           | Exprimés       | 12 082       | 96,80        | 10 068      | 93,96       |

### Canton de Maubeuge-Sud
| Candidats      | Candidats            | Étiquette      | Premier tour | Premier tour | Second tour | Second tour |
| Candidats      | Candidats            | Étiquette      | Voix         | %            | Voix        | %           |
| -------------- | -------------------- | -------------- | ------------ | ------------ | ----------- | ----------- |
|                | Claude Deresnes      | FN             | 4 130        | 26,02        | 4 290       | 28,76       |
|                | André Boquet         | PCF            | 3 773        | 23,77        | 5 875       | 39,39       |
|                | Pierre-Louis Fresnel | UDF            | 3 201        | 20,17        | 4 751       | 31,85       |
|                | Michel Lo Giaco      | PS             | 2 379        | 14,99        |             |             |
|                | Jean-Marie Bughin    | GE             | 839          | 5,29         |             |             |
|                | Minerva Prieto       | Verts          | 852          | 5,37         |             |             |
|                | Bruno Chauvierre     | DVD            | 698          | 4,40         |             |             |
|                |                      |                |              |              |             |             |
| Inscrits       | Inscrits             | Inscrits       | 24 380       | 100,00       | 24 387      | 100,00      |
| Abstention     | Abstention           | Abstention     | 7 857        | 32,23        | 8 872       | 36,38       |
| Votants        | Votants              | Votants        | 16 523       | 67,77        | 15 515      | 63,62       |
| Blancs et nuls | Blancs et nuls       | Blancs et nuls | 651          | 3,94         | 599         | 3,86        |
| Exprimés       | Exprimés             | Exprimés       | 15 872       | 96,06        | 14 916      | 96,14       |

### Canton de Pont-à-Marcq
| Candidats      | Candidats         | Étiquette      | Premier tour | Premier tour | Second tour | Second tour |
| Candidats      | Candidats         | Étiquette      | Voix         | %            | Voix        | %           |
| -------------- | ----------------- | -------------- | ------------ | ------------ | ----------- | ----------- |
|                | Thierry Lazaro    | RPR            | 5 850        | 32,35        | 7 958       | 45,52       |
|                | Robert Anselin*   | PS             | 5 835        | 32,26        | 7 135       | 40,81       |
|                | Christian Grenier | FN             | 2 625        | 14,51        | 4           | 0,02        |
|                | Camille Lemaire   | Verts          | 2 598        | 14,36        | 2 386       | 13,65       |
|                | Maxime Carlier    | PCF            | 1 178        | 6,51         |             |             |
|                |                   |                |              |              |             |             |
| Inscrits       | Inscrits          | Inscrits       | 24 827       | 100,00       | 24 827      | 100,00      |
| Abstention     | Abstention        | Abstention     | 5 870        | 23,64        | 6 721       | 27,07       |
| Votants        | Votants           | Votants        | 18 957       | 76,36        | 18 106      | 72,93       |
| Blancs et nuls | Blancs et nuls    | Blancs et nuls | 871          | 4,59         | 623         | 3,44        |
| Exprimés       | Exprimés          | Exprimés       | 18 086       | 95,41        | 17 483      | 96,56       |

*sortant

### Canton du Quesnoy-Est
| Candidats      | Candidats           | Étiquette      | Premier tour | Premier tour |
| Candidats      | Candidats           | Étiquette      | Voix         | %            |
| -------------- | ------------------- | -------------- | ------------ | ------------ |
|                | Paul Raoult*        | PS             | 3 139        | 50,56        |
|                | Jean-Claude Bonnin  | RPR            | 1 205        | 19,41        |
|                | Daniel Duhamel      | FN             | 858          | 13,82        |
|                | Jean-Pierre Flament | PCF            | 527          | 8,49         |
|                | Alain Deruche       | Verts          | 262          | 4,22         |
|                | Evelyne Paindavoine | GE             | 217          | 3,50         |
|                |                     |                |              |              |
| Inscrits       | Inscrits            | Inscrits       | 8 042        | 100,00       |
| Abstention     | Abstention          | Abstention     | 1 558        | 19,37        |
| Votants        | Votants             | Votants        | 6 484        | 80,63        |
| Blancs et nuls | Blancs et nuls      | Blancs et nuls | 276          | 4,26         |
| Exprimés       | Exprimés            | Exprimés       | 6 208        | 95,74        |

*sortant

### Canton de Roubaix-Centre
| Candidats      | Candidats              | Étiquette      | Premier tour | Premier tour | Second tour | Second tour |
| Candidats      | Candidats              | Étiquette      | Voix         | %            | Voix        | %           |
| -------------- | ---------------------- | -------------- | ------------ | ------------ | ----------- | ----------- |
|                | Michel Ghysel*         | RPR            | 4 765        | 37,38        | 5 398       | 46,91       |
|                | Philippe Guerard       | FN             | 3 212        | 25,19        | 2 927       | 25,43       |
|                | Henri Planckaert       | PS             | 2 282        | 17,90        | 3 183       | 27,66       |
|                | Marie-France Demortier | PCF            | 804          | 6,31         |             |             |
|                | Jacky Minard           | DVD            | 755          | 5,92         |             |             |
|                | Slimane Tir            | Verts          | 565          | 4,43         |             |             |
|                | Jean-Pierre Delahotte  | DVD            | 366          | 2,87         |             |             |
|                |                        |                |              |              |             |             |
| Inscrits       | Inscrits               | Inscrits       | 20 216       | 100,00       | 20 219      | 100,00      |
| Abstention     | Abstention             | Abstention     | 7 010        | 34,68        | 8 267       | 40,89       |
| Votants        | Votants                | Votants        | 13 206       | 65,32        | 11 952      | 59,11       |
| Blancs et nuls | Blancs et nuls         | Blancs et nuls | 457          | 3,46         | 444         | 3,71        |
| Exprimés       | Exprimés               | Exprimés       | 12 749       | 96,54        | 11 508      | 96,29       |

*sortant

### Canton de Roubaix-Est
| Candidats      | Candidats            | Étiquette      | Premier tour | Premier tour | Second tour | Second tour |
| Candidats      | Candidats            | Étiquette      | Voix         | %            | Voix        | %           |
| -------------- | -------------------- | -------------- | ------------ | ------------ | ----------- | ----------- |
|                | Bernard Carton*      | PS             | 3 737        | 30,56        | 6 318       | 60,22       |
|                | Jean-Pierre Gendron  | FN             | 3 207        | 26,22        | 4 174       | 39,78       |
|                | Xavier Delerue       | UDF            | 1 857        | 15,18        |             |             |
|                | Emile Duhamel        | PCF            | 1 020        | 8,34         |             |             |
|                | Jean-Marie Glantzlen | Verts          | 784          | 6,41         |             |             |
|                | Jean Ducatteau       | DVD            | 729          | 5,96         |             |             |
|                | Bruno Chauvierre     | DVD            | 648          | 5,30         |             |             |
|                | Yann Phelippeau      | DVD            | 248          | 2,03         |             |             |
|                |                      |                |              |              |             |             |
| Inscrits       | Inscrits             | Inscrits       | 19 248       | 100,00       | 19 249      | 100,00      |
| Abstention     | Abstention           | Abstention     | 6 490        | 33,72        | 7 744       | 40,23       |
| Votants        | Votants              | Votants        | 12 758       | 66,28        | 11 505      | 59,77       |
| Blancs et nuls | Blancs et nuls       | Blancs et nuls | 528          | 4,14         | 1 013       | 8,80        |
| Exprimés       | Exprimés             | Exprimés       | 12 230       | 95,86        | 10 492      | 91,20       |

*sortant

### Canton de Saint-Amand-les-Eaux-Rive droite
| Candidats      | Candidats          | Étiquette      | Premier tour | Premier tour | Second tour | Second tour |
| Candidats      | Candidats          | Étiquette      | Voix         | %            | Voix        | %           |
| -------------- | ------------------ | -------------- | ------------ | ------------ | ----------- | ----------- |
|                | René Cher*         | PCF            | 7 507        | 47,49        | 8 719       | 61,74       |
|                | Marcel Aubursin    | UDF            | 3 628        | 22,95        | 5 402       | 38,26       |
|                | Michelle Beal      | FN             | 1 737        | 10,99        |             |             |
|                | Philippe Clement   | PS             | 1 333        | 8,43         |             |             |
|                | Benjamin Dutouquet | GE             | 855          | 5,41         |             |             |
|                | Luc Coppin         | Verts          | 749          | 4,74         |             |             |
|                |                    |                |              |              |             |             |
| Inscrits       | Inscrits           | Inscrits       | 22 261       | 100,00       | 22 261      | 100,00      |
| Abstention     | Abstention         | Abstention     | 5 762        | 25,88        | 7 188       | 32,29       |
| Votants        | Votants            | Votants        | 16 499       | 74,12        | 15 073      | 67,71       |
| Blancs et nuls | Blancs et nuls     | Blancs et nuls | 690          | 4,18         | 952         | 6,32        |
| Exprimés       | Exprimés           | Exprimés       | 15 809       | 95,82        | 14 121      | 93,68       |

*sortant

### Canton de Seclin-Nord
| Candidats      | Candidats          | Étiquette      | Premier tour | Premier tour | Second tour | Second tour |
| Candidats      | Candidats          | Étiquette      | Voix         | %            | Voix        | %           |
| -------------- | ------------------ | -------------- | ------------ | ------------ | ----------- | ----------- |
|                | Robert Delefosse   | RPR            | 5 273        | 34,78        | 7 421       | 58,84       |
|                | Noël Dejonghe      | PS             | 3 226        | 21,28        | 5 191       | 41,16       |
|                | Laurence Coine     | FN             | 1 987        | 13,11        |             |             |
|                | Jean-Claude Willem | PCF            | 1 834        | 12,10        |             |             |
|                | Eugène Delrue      | Verts          | 1 818        | 11,99        |             |             |
|                | Benoit Deman       | DVD            | 1 021        | 6,74         |             |             |
|                |                    |                |              |              |             |             |
| Inscrits       | Inscrits           | Inscrits       | 22 274       | 100,00       | 22 274      | 100,00      |
| Abstention     | Abstention         | Abstention     | 6 567        | 29,48        | 8 578       | 38,51       |
| Votants        | Votants            | Votants        | 15 707       | 70,52        | 13 696      | 61,49       |
| Blancs et nuls | Blancs et nuls     | Blancs et nuls | 548          | 3,49         | 1 084       | 7,91        |
| Exprimés       | Exprimés           | Exprimés       | 15 159       | 96,51        | 12 612      | 92,09       |

### Canton de Solesmes
| Candidats      | Candidats           | Étiquette      | Premier tour | Premier tour | Second tour | Second tour |
| Candidats      | Candidats           | Étiquette      | Voix         | %            | Voix        | %           |
| -------------- | ------------------- | -------------- | ------------ | ------------ | ----------- | ----------- |
|                | Pierre Carlier*     | PS             | 4 036        | 41,37        | 5 511       | 63,83       |
|                | Jean-Paul Bourgeois | DVD            | 2 414        | 24,74        | 3 123       | 36,17       |
|                | Bernard Monsergent  | PCF            | 1 816        | 18,61        | Retrait     | Retrait     |
|                | Claude Bisiaux      | FN             | 886          | 9,08         |             |             |
|                | Bertrand Callens    | Verts          | 605          | 6,20         |             |             |
|                |                     |                |              |              |             |             |
| Inscrits       | Inscrits            | Inscrits       | 12 839       | 100,00       | 12 836      | 100,00      |
| Abstention     | Abstention          | Abstention     | 2 615        | 20,37        | 3 615       | 28,16       |
| Votants        | Votants             | Votants        | 10 224       | 79,63        | 9 221       | 71,84       |
| Blancs et nuls | Blancs et nuls      | Blancs et nuls | 467          | 4,57         | 587         | 6,37        |
| Exprimés       | Exprimés            | Exprimés       | 9 757        | 95,43        | 8 634       | 93,63       |

*sortant

### Canton de Solre-le-Château
| Candidats      | Candidats         | Étiquette      | Premier tour | Premier tour | Second tour | Second tour |
| Candidats      | Candidats         | Étiquette      | Voix         | %            | Voix        | %           |
| -------------- | ----------------- | -------------- | ------------ | ------------ | ----------- | ----------- |
|                | Pierre Herbet*    | PS             | 2 054        | 40,06        | 2 554       | 55,08       |
|                | Jean Henaut       | UDF            | 1 361        | 26,55        | 2 083       | 44,92       |
|                | Jean-Claude Waxin | PCF            | 596          | 11,62        |             |             |
|                | Annie Trampont    | FN             | 585          | 11,41        |             |             |
|                | Daniel Hennecart  | Verts          | 215          | 4,19         |             |             |
|                | Jean-Luc Vitrant  | GE             | 176          | 3,43         |             |             |
|                | Bruno Chauvierre  | DVD            | 140          | 2,73         |             |             |
|                |                   |                |              |              |             |             |
| Inscrits       | Inscrits          | Inscrits       | 7 052        | 100,00       | 7 052       | 100,00      |
| Abstention     | Abstention        | Abstention     | 1 711        | 24,26        | 2 047       | 29,03       |
| Votants        | Votants           | Votants        | 5 341        | 75,74        | 5 005       | 70,97       |
| Blancs et nuls | Blancs et nuls    | Blancs et nuls | 214          | 4,01         | 368         | 7,35        |
| Exprimés       | Exprimés          | Exprimés       | 5 127        | 95,99        | 4 637       | 92,65       |

*sortant

### Canton de Tourcoing-Nord
| Candidats      | Candidats            | Étiquette      | Premier tour | Premier tour | Second tour | Second tour |
| Candidats      | Candidats            | Étiquette      | Voix         | %            | Voix        | %           |
| -------------- | -------------------- | -------------- | ------------ | ------------ | ----------- | ----------- |
|                | Henri Desmettre      | UDF            | 8 955        | 33,93        | 10 508      | 42,35       |
|                | Alexandre Faidherbe* | PS             | 7 328        | 27,76        | 9 610       | 38,73       |
|                | Jean-Bernard Cornu   | FN             | 5 482        | 20,77        | 4 696       | 18,92       |
|                | Claude Caignaert     | Verts          | 2 869        | 10,87        |             |             |
|                | Claude Demoustier    | PCF            | 1 759        | 6,66         |             |             |
|                |                      |                |              |              |             |             |
| Inscrits       | Inscrits             | Inscrits       | 37 822       | 100,00       | 37 462      | 100,00      |
| Abstention     | Abstention           | Abstention     | 10 289       | 27,20        | 11 531      | 30,78       |
| Votants        | Votants              | Votants        | 27 533       | 72,80        | 25 931      | 69,22       |
| Blancs et nuls | Blancs et nuls       | Blancs et nuls | 1 140        | 4,14         | 1 117       | 4,31        |
| Exprimés       | Exprimés             | Exprimés       | 26 393       | 95,86        | 24 814      | 95,69       |

*sortant

### Canton de Tourcoing-Nord-Est
| Candidats      | Candidats            | Étiquette      | Premier tour | Premier tour | Second tour | Second tour |
| Candidats      | Candidats            | Étiquette      | Voix         | %            | Voix        | %           |
| -------------- | -------------------- | -------------- | ------------ | ------------ | ----------- | ----------- |
|                | Patrick Delnatte*    | RPR            | 6 578        | 32,91        | 7 923       | 42,84       |
|                | Christian Baeckeroot | FN             | 5 483        | 27,43        | 5 307       | 28,69       |
|                | Christian Odoux      | PS             | 4 500        | 22,51        | 5 266       | 28,47       |
|                | Marc-Antoine Callens | Verts          | 2 368        | 11,85        |             |             |
|                | Johnny Mittenaere    | PCF            | 1 058        | 5,29         |             |             |
|                |                      |                |              |              |             |             |
| Inscrits       | Inscrits             | Inscrits       | 30 455       | 100,00       | 30 455      | 100,00      |
| Abstention     | Abstention           | Abstention     | 9 751        | 32,02        | 11 185      | 36,73       |
| Votants        | Votants              | Votants        | 20 704       | 67,98        | 19 270      | 63,27       |
| Blancs et nuls | Blancs et nuls       | Blancs et nuls | 717          | 3,46         | 774         | 4,02        |
| Exprimés       | Exprimés             | Exprimés       | 19 987       | 96,54        | 18 496      | 95,98       |

*sortant

### Canton de Valenciennes-Est
| Candidats      | Candidats           | Étiquette      | Premier tour | Premier tour | Second tour | Second tour |
| Candidats      | Candidats           | Étiquette      | Voix         | %            | Voix        | %           |
| -------------- | ------------------- | -------------- | ------------ | ------------ | ----------- | ----------- |
|                | Stéphane Leman      | RPR            | 6 067        | 25,80        | 12 217      | 58,29       |
|                | Fabien Thiémé*      | PCF            | 6 280        | 26,70        | 8 741       | 41,71       |
|                | Noël Malvache       | PS             | 3 981        | 16,93        | Retrait     | Retrait     |
|                | Pierre Boussard     | FN             | 3 276        | 13,93        |             |             |
|                | Olivier Marliere    | DVD            | 1 649        | 7,01         |             |             |
|                | Maryse Novareze     | GE             | 1 169        | 4,97         |             |             |
|                | Jean-Pierre Lartige | Verts          | 1 096        | 4,66         |             |             |
|                |                     |                |              |              |             |             |
| Inscrits       | Inscrits            | Inscrits       | 33 688       | 100,00       | 33 688      | 100,00      |
| Abstention     | Abstention          | Abstention     | 9 340        | 27,73        | 11 505      | 34,15       |
| Votants        | Votants             | Votants        | 24 348       | 72,27        | 22 183      | 65,85       |
| Blancs et nuls | Blancs et nuls      | Blancs et nuls | 830          | 3,41         | 1 225       | 5,52        |
| Exprimés       | Exprimés            | Exprimés       | 23 518       | 96,59        | 20 958      | 94,48       |

*sortant

### Canton de Valenciennes-Nord
| Candidats      | Candidats          | Étiquette      | Premier tour | Premier tour | Second tour | Second tour |
| Candidats      | Candidats          | Étiquette      | Voix         | %            | Voix        | %           |
| -------------- | ------------------ | -------------- | ------------ | ------------ | ----------- | ----------- |
|                | Claude Larcanche*  | UDF            | 4 911        | 32,71        | 6 862       | 54,94       |
|                | Jean-Claude Dulieu | PCF            | 3 782        | 25,19        | 5 629       | 45,06       |
|                | Georges Pettenati  | FN             | 2 119        | 14,11        |             |             |
|                | José Copin         | PS             | 1 974        | 13,15        |             |             |
|                | Gérard Quinet      | GE             | 1 187        | 7,91         |             |             |
|                | André Dumetz       | Verts          | 1 041        | 6,93         |             |             |
|                |                    |                |              |              |             |             |
| Inscrits       | Inscrits           | Inscrits       | 21 688       | 100,00       | 21 689      | 100,00      |
| Abstention     | Abstention         | Abstention     | 5 964        | 27,50        | 8 127       | 37,47       |
| Votants        | Votants            | Votants        | 15 724       | 72,50        | 13 562      | 62,53       |
| Blancs et nuls | Blancs et nuls     | Blancs et nuls | 710          | 4,52         | 1 071       | 7,90        |
| Exprimés       | Exprimés           | Exprimés       | 15 014       | 95,48        | 12 491      | 92,10       |

*sortant

### Canton de Villeneuve-d'Ascq-Nord
| Candidats      | Candidats                | Étiquette      | Premier tour | Premier tour | Second tour | Second tour |
| Candidats      | Candidats                | Étiquette      | Voix         | %            | Voix        | %           |
| -------------- | ------------------------ | -------------- | ------------ | ------------ | ----------- | ----------- |
|                | Gisèle Olleville         | PS             | 3 968        | 33,51        | 5 226       | 55,54       |
|                | Anne-Sophie Grave        | RPR            | 2 947        | 24,89        | 4 183       | 44,46       |
|                | Georges Dehove           | FN             | 1 582        | 13,36        |             |             |
|                | Catherine Dupuis-Carlier | Verts          | 1 304        | 11,01        |             |             |
|                | Denis Malinowski         | GE             | 1 121        | 9,47         |             |             |
|                | Jean-Claude Savener      | PCF            | 919          | 7,76         |             |             |
|                |                          |                |              |              |             |             |
| Inscrits       | Inscrits                 | Inscrits       | 18 106       | 100,00       | 18 106      | 100,00      |
| Abstention     | Abstention               | Abstention     | 5 872        | 32,43        | 7 974       | 44,04       |
| Votants        | Votants                  | Votants        | 12 234       | 67,57        | 10 132      | 55,96       |
| Blancs et nuls | Blancs et nuls           | Blancs et nuls | 393          | 3,21         | 723         | 7,14        |
| Exprimés       | Exprimés                 | Exprimés       | 11 841       | 96,79        | 9 409       | 92,86       |

### Canton de Wormhout
| Candidats      | Candidats         | Étiquette      | Premier tour | Premier tour | Second tour | Second tour |
| Candidats      | Candidats         | Étiquette      | Voix         | %            | Voix        | %           |
| -------------- | ----------------- | -------------- | ------------ | ------------ | ----------- | ----------- |
|                | Gabriel Deblock*  | DVD            | 4 019        | 49,98        | 4 803       | 61,68       |
|                | Robert Deldicque  | PS             | 2 468        | 30,69        | 2 984       | 38,32       |
|                | Alain Tredez      | Verts          | 779          | 9,69         |             |             |
|                | Bernard Grivilers | FN             | 592          | 7,36         |             |             |
|                | Christian Vanhove | PCF            | 183          | 2,28         |             |             |
|                |                   |                |              |              |             |             |
| Inscrits       | Inscrits          | Inscrits       | 10 314       | 100,00       | 10 314      | 100,00      |
| Abstention     | Abstention        | Abstention     | 1 827        | 17,71        | 2 073       | 20,10       |
| Votants        | Votants           | Votants        | 8 487        | 82,29        | 8 241       | 79,90       |
| Blancs et nuls | Blancs et nuls    | Blancs et nuls | 446          | 5,26         | 454         | 5,51        |
| Exprimés       | Exprimés          | Exprimés       | 8 041        | 94,74        | 7 787       | 94,49       |

*sortant